# Tomicodon clarkei
Tomicodon clarkei is een straalvinnige vissensoort uit de familie van schildvissen (Gobiesocidae). De wetenschappelijke naam van de soort is voor het eerst geldig gepubliceerd in 2003 door Williams & Tyler.